# ベトザタの池で足萎えを治すキリスト
『ベトザタの池で足萎えを治すキリスト』（ベトザタのいけであしなえをなおすキリスト、西: La curación del paralítico en la piscina probática, 英: Christ Healing the Paralytic at the Pool of Bethesda）は、スペインのバロック絵画の巨匠バルトロメ・エステバン・ムリーリョが1667-1670年にキャンバス上に油彩で描いた絵画である。現在、ロンドンのナショナル・ギャラリーに所蔵されている。1812年までにパリにもたらされた本作はジョージ・トムリン大佐に購入された後、イギリスのいくつかの個人コレクションに継承された。その後、アート・ファンドが8,000ポンドで購入し、1950年にナショナル・ギャラリーに贈った。この絵画は、ムリーリョ自身が所属していたセビーリャのカリダー信徒会のために委嘱された8点の絵画のうちの1点である。

## 背景
カリダー信徒会会長のミゲル・マニャーラは、「キリスト者の慈愛」を主題とする8点の連作をムリーリョに注文した。ムリーリョがセビーリャの町のために請け負った最も重要な委嘱の1つで、「マタイによる福音書」 (25章) に記述される7つの慈悲の行い中の6つを奨励するものであった。それら6つとは、病人を助けること、飢えた者に食べ物を与えること、喉の乾いた者に水を与えること、裸の者に服を与えること、家のない者に宿を与えること、囚われの者を訪ねることである。
ムリーリョが描いた8点の連作中4点 (『パンと魚の奇蹟』、『ホレブの岩から水を出すモーセ』、『病人を治療するハンガリーの聖エリザベト』、『病人を担う聖フアン・ディ・ディオス』) はセビーリャのカリダー施療院に残っているが、本作『ベトザタの池で足萎えを治すキリスト』と『放蕩息子の帰還』 (ワシントン・ナショナル・ギャラリー) 、『アブラハムと三人の天使』 (カナダ国立美術館) 、『聖ペテロの解放』 (エルミタージュ美術館) は1810年にナポレオンの軍隊に略奪され、スペインから持ち去られた。
これらの作品の主題は一般的に「慈愛」を表しているだけでなく、マニャーラが定めたカリダー信徒会の会則と一致している。その会則は信仰にもとづく積極的な慈善活動を誓約させるものであった。連作を描いた画家ムリーリョもまた信徒として、貧民街の病人の家を回ったり、カリダー施療院で病人の食事の世話をしていたのかもしれない。

## 作品
本作は、上記の慈悲の行いのうち「病人を助けること」を主題として表している。画面左側に、天使が時折やってくるベトザタの池が見える。池に天使がやってきた後に最初に池の水に触れたものは、病気が治るということであった。画面では今、池の上空の金色の光の中で天使が舞っている。イエス・キリストが池に行くと、足萎えの男が誰かがいつも先に池の水に触れてしまうと嘆いた。そこで、キリストが「起きて、あなたの床を取りあげ、そして歩きなさい」と言うと、男の病は治った (「ヨハネによる福音書」5章8)。男の上げた腕が上昇する動きを表しているが、あたかも見えない力で引き上げられているようで、起きている奇蹟を想起させる。ペテロ、ヨハネ、そしてもう1人の使徒がこの出来事を目撃している。
画業の後期に、ムリーリョは限られた色数で描く洗練された様式を採用した。本作では、キリストと使徒たちの衣服の深く豊かな色調が背景のモノクローム的な建物と対照をなす。ムリーリョの遠近法は見事に達成されている。鑑賞者の目が奥に導かれるにつれ、大気は柔らかく靄がかかったようになり、画面中に光と影の部分が交互に現れることで遠近感が示される。画家は幅広い、緩い筆致を用いて背景にスケッチのような外見を与えており、何人かの人物は示唆されているのみである。 